# 召昭公
召昭公（？—？），春秋时期召国国君。鲁文公五年（前622年）三月辛亥，安葬鲁国小君成风。周襄王派召昭公到鲁国来会葬。
| 前任： 召武公 | 召国国君 | 繼任： 召戴公 |